# Áed mac Domnaill Ua Néill
Áed mac Domnaill Ua Néill ou  Áed Ua Néill de  Cráeb Tulcha (né en 975 mort le 14 septembre 1004 ) issu du Cenél nEógain est le 21e roi d'Ailech de 989 à sa mort.

## Origine
Áed mac Domnaill surnommé a posteriori de Cráeb Tulcha  du nom du lieu de son dernier combat est un fils de l'Ard ri Erenn Domnall mac Muircheartach et d'une épouse inconnue.

## Règne
Áed accède au trône d'Ailech en 989 après l'abdication de son parent Fergal mac Domnaill meic Conaing († 1001)  qui avait lui même succédé à son père. Son règne est marqué par une sanglante confrontation entre les Uí Néill et l'Ulaid dont les Annales d'Ulster relèvent la date précise le « jeudi 18 des calendes d'octobre ». Lors de la grande  bataille qui a lieu près du site d'intronisation de Cráeb Tulcha le roi d'Ailech doit affronter les forces unies d'Ulaid dont l'élite est décimée au cours du combat avec la mort d'Eochaid mac Ardgail du Dál Fiatach et roi d'Ulaid, ses deux fils Cú Duilig et Domnall, son frère Dub Tuinne ainsi que Gairbíth roi des Uí Echach et de très nombreux autres nobles d'Ulster. L’écrasement des forces de l'Ulster va plonger la province dans une sanglante lutte de succession entre les parents d'Eochaid et le Dál Fiatach connaîtra une suite rapide de six souverains jusqu'en 1007. Les Uí Néill ne pourront guère en tirer parti car Áed ,leur roi, périt également dans le combat dans la 29e année de sa vie et la 15e année de son règne.

## Postérité
Áed ne laisse à priori pas d'héritier. Il à comme successeur le fils de son frère cadet Muirchertach Midheach († 977)Flaithbertach Ua Néill qui sera l'ancêtre des Uí Néill postérieurs.